# 马岭遗址
马岭遗址位于河南省淅川县盛湾镇贾湾村马岭组，遗址处于丹江和淅水交汇的一处临江台地，丹江自遗址北面向东，到东北方向与淅水交汇后绕遗址向南流去。遗址的南面属于一片洼地。

## 参看
- 沟湾遗址